# 原生動物
原生動物（げんせいどうぶつ）とは単細胞生物のうち生態が動物的なもの。原虫とも。
歴史的には、生物を動物と植物に分けていた（2界説）頃に使われた分類群であり、動物「のうち」単細胞のものと定義されていた。
実際は雑多な生物の集まりであり、系統学的に妥当なグループに修正する試みもされたが、現在ではどの意味でも分類群としては使われず、大まかな総称として伝統的なグループを表すのに使われている。

## 分類的位置づけ
もともと、動物界の1門「原生動物門」として扱われてきた。
1858年、リチャード・オーウェンは、原生動物を独立界「原生動物界」に引き上げた。
1860年、ジョン・ホッグは、原生動物と原生植物の違いはあまりないとして、それらを Primigenum 界にまとめた。1866年、エルンスト・ヘッケルはそのグループに原生生物 Protista 界と命名した。

## 古典的分類
伝統的には、
- 鞭毛虫綱（ミドリムシなど）
- 肉質虫綱（アメーバ、有孔虫など）
- 胞子虫綱（マラリア原虫など）
- 繊毛虫綱（ゾウリムシ、テトラヒメナなど）

が置かれてきた。鞭毛虫綱と根足虫綱をまとめて有鞭肉質虫綱などとしたものもある。胞子虫綱は後に細分された。
これらのほとんどは、現在では、いくつもの界に分散して分類されている。
鞭毛虫類には、光合成能のあるものも含まれており、これを植物性鞭毛虫と称していた。従ってそこには、実質的に、ほとんどすべての藻類にまたがるものが含まれていたことになる。同様に、今では繊毛虫類以外の分類群は、いずれも多系統であると考えられている。生物の分類を参照のこと。

### 各群の内容
もはや存在しない分類群ではあるが、全体を見渡す意味はあると思われるので、簡単に記しておく。
- 鞭毛虫綱：鞭毛を持って運動する真核の単細胞生物ほとんどすべてを含む群であった。そのうちで光合成可能なものを植物性鞭毛虫、そうでないものを動物性鞭毛虫と呼んでいた。
  - 植物性鞭毛虫：緑藻類・渦鞭毛藻類・ミドリムシ類・黄金色藻類ほか。これらは、藻類としても分類上の位置を与えられていたので、プランクトン図鑑などでは動物の部と植物の部の両方に顔を出す場合もあった。当時から、植物としてはそれぞれ別の門に所属させられていた。
  - 動物性鞭毛虫：襟鞭毛虫・超鞭毛虫・トリコモナス類・トリパノソーマ類など。これらも、現在では多系統と考えられている。襟鞭毛虫は動物と系統的に最も近いものとされる。
- 肉質虫綱（根足虫とも）：細胞の一部を原形質流動によって動かし、足のように使う運動をするグループである。偽足の形に葉状、糸状、針状、網目状などの違いがあり、それらは細胞内骨格の違いなどに基づく。全くの裸の細胞体であるアメーバのほか、殻を持つ有殻アメーバや有孔虫、針状の骨格を持つ太陽虫や放散虫など、様々なものを含み、粘菌をここに所属させたこともある。現在ではこの仲間は鞭毛虫以上に、多系統のものが複雑に入り交じった状態と見られているらしい。
- 胞子虫綱：細胞内寄生をする単細胞生物で、胞子様の散布体を作る時期がある。現在ではこの中でアピコンプレクサ（マラリア原虫など）が渦鞭毛藻類、繊毛虫類と近縁であること、微胞子虫類は菌類、多分接合菌門のトリコミセス類から派生したものであるらしいこと、粘液胞子虫に至っては、どうやら多細胞動物が細胞内寄生によって体制を退化させたものらしいことなどが分かり、実に興味深い寄せ集めであったことが判明している。
- 繊毛虫綱：現在も認められている分類群である。
- ティンティノプシス：先史時代（何年前かは不明）から現代まで生息している種。化石も発掘されている。

## 再定義の試み
原生動物という分類が無意味であると考えられるようになってから、新たなグループを原生動物と再定義する試みがなされた。しかしいずれも、長く広く使われることはなかった。

### 8界説での原生動物
1993年、キャバリエ＝スミスは、ミトコンドリアを持つ真核生物である Metakaryota のうち、（ほぼ）単系統と思われた動物・植物・真菌・クロミスタを除いた残りの、（ほぼ）側系統を原生動物と定義し、8界説を唱えた。なお、残りの3界はアーケゾア・真正細菌・古細菌である。彼の原生動物は、クロミスタという大きなグループが含まれないものの、「進化した生物を除いた残り」というコンセプトは従来の原生生物に近い。

### 修正6界説での原生動物
1998年にはキャバリエ＝スミスは、ミトコンドリアのない真核生物であるアーケゾアを原生動物に加えた。当初は原生動物はアーケゾア亜界と Neozoa 亜界（8界説での原生動物）に分けられていたが、次第にアーケゾアというグループ分けは無意味ということになり、別の分類をするようになった。